# Una diga sul Pacifico
Una diga sul Pacifico (titolo orig. Un barrage contre le Pacifique) è un romanzo della scrittrice francese Marguerite Duras, pubblicato nel 1950. La storia, fortemente autobiografica, richiama gli eventi dell'adolescenza dell'autrice nell'allora colonia francese. 

## Trama
Nel Sud dell'Indocina francese, anno 1931, una vedova vive coi suoi due figli, Joseph di 20 e Suzanne di 17 anni: il loro bungalow è situato nella pianura paludosa del Delta del Mekong. Le loro condizioni di vita sono molto difficili, al limite della sopravvivenza, e spesso si trovano costretti a cacciare l'uccello trampoliere per poterselo mettere in padella. La loro auto è un vecchio modello di Citroën B12.
La madre ha lavorato duramente per un intero decennio al fine di poter ottenere la concessione del terreno su cui vivono. Per scoprire l'amara verità: il possedimento rurale è poco adatto alle colture, perché viene spazzato via annualmente dai monsoni provenienti dal Mar Cinese Meridionale. La donna, dopo aver visto la diga che aveva innalzato distrutta dall'avanzare inesorabile dell'acqua di mare dell'Oceano Pacifico, e quindi andare in frantumi tutte le proprie speranze circa un successo agricolo, inizia poco alla volta ad impazzire.
La storia si apre con la morte del vecchio cavallo acquistato pochissimo tempo prima; in città incontrano un giovane facoltoso che possiede una piantagione, di nome Mr. Jo. Porta al dito un grosso diamante e, appena vedutolo, la madre a questo punto, nonostante la bruttezza del suo viso, comincia ad esprimere la speranza che possa chiederle la mano della figlia.
Jo, effettivamente affascinato da Suzanne, inizia a far visita al bungalow della famiglia di lei, pur rimanendo sempre sotto lo sguardo attento della donna. Comincia anche a portare alla ragazza dei regali, cosmetici e qualche vestito: per arrivare a vederla nuda, le promette un fonografo. Di fronte all'ultimatum della madre, che gli chiede o di sposarla o di lasciarla, egli offre in dono a Suzanne il proprio anello. In seguito però la donna scopre, con sua gran disperazione, che il diamante non è così prezioso come sembrava a prima vista, in quanto contiene impurità.

## Edizioni italiane
- Una diga sul Pacifico, traduzione di Giulia Veronesi, Collana I gettoni n.4, Torino, Einaudi, 1951. - Collana I coralli n.76, Einaudi, 1957; Collana I Libri del Pavone, Milano, Mondadori, 1961; Collana Nuovi Coralli, Einaudi, 1985-1997; Postfazione di Rosella Postorino, Collana ET Scrittori, Einaudi, 2025, ISBN 978-88-062-5943-3.

## Adattamenti cinematografici
- 1958: La diga sul Pacifico, diretto da René Clément, con Silvana Mangano, Anthony Perkins, Jo Van Fleet, Yvonne Sanson; musiche di Nino Rota[2][3].
- 2008: Una diga sul Pacifico (Un barrage contre le Pacifique), diretto da Rithy Panh, con Isabelle Huppert, Gaspard Ulliel, Àstrid Bergès-Frisbey; musiche di Marc Marder[4][5].